# Каскейский язык
Каскейский (каскский) язык использовался народом касков (каскейцев), жившим в северо-восточной Анатолии бронзового века в горах вдоль побережья Черного моря. Энциклопедия индоевропейской культуры относит каскейцев к неиндоевропейским народам. Существует ряд теорий относительно того, к какой языковой семье принадлежал каскейский язык.
Выдвигалось предположение, что каскейский язык был связан родством с дохеттским хаттским языком, на основании топонимов и личных имён; хаттского бога луны звали Каску. Другие исследователи предполагали, что каскейский язык мог быть индоевропейским языком, возможно, родственным фракийскому или фригийскому. Предполагались также связи с языками Северо-Западного Кавказа; название каски могло быть родственным старому названию Черкесии, а название одного из племен Каскской конфедерации, Абешла, может быть родственным эндониму абхазского народа и некоторых черкесских народов. Предполагалось, что собственно каскианцы и абешла могли быть предками черкесов и других кавказских народов. Также высказывалось предположение, что каскианский язык мог принадлежать к занской языковой семье и иметь сходство с мегрельским или лазским языком .
В 2023 г. Давид Сассевиль представил доклад, где интерпретировал фрагментарные надписи на неизвестном языке, обнаруженные в Хаттусе, как каскейские. Обнаруженный язык имеет ярко выраженную агглютинативную структуру.